# Dangan Liedao
Dangan Liedao är öar i Kina. De ligger i provinsen Guangdong, i den södra delen av landet, omkring 160 kilometer sydost om provinshuvudstaden Guangzhou.
Genomsnittlig årsnederbörd är 3 203 millimeter. Den regnigaste månaden är maj, med i genomsnitt 664 mm nederbörd, och den torraste är oktober, med 61 mm nederbörd.